# Sophoklís Venizélos
Pour les articles homonymes, voir Venizélos.
Sophoklis Venizélos  (en grec : Σοφοκλής Βενιζέλος), né le 15 novembre 1894 (3 novembre dans le calendrier julien) à La Canée et mort le 7 février 1964 en mer à bord du Hellas, en route de La Canée au Pirée, est un homme politique grec.

## Biographie

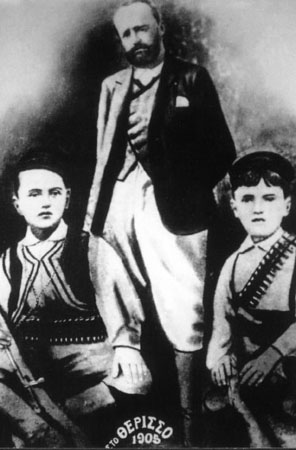
Sophoklis avec son père Elefthérios et son frère Kyriakos en 1905, lors de la révolte de Thérissos.

Il est le second fils d'Elefthérios Venizélos, après Kyriakos (el), né en 1892. Il est nommé d'après son grand-père maternel, Sophoklis Eleftheriou Katelouzos. Sa mère, Maria Katelouzou Vénizélou, décède quelques jours après sa naissance de fièvre puerpérale.
Sophoklis étudie à l'École des Évelpides, et sert avec distinction dans l'armée grecque pendant la Première Guerre mondiale et les phases initiales de la campagne d'Asie Mineure, atteignant le rang de capitaine d'artillerie. Afin de pouvoir se présenter aux élections, il démissionne de l'armée en 1920, et il est élu député de la Crète sous les couleurs du parti libéral de son père. En novembre 1920, il accompagne son père en exil en France : ils s'arrêtent d'abord à Nice où est célébré le mariage de Sophoklis Venizélos avec Katherine Zervoudaki, le 27 décembre 1920. En 1922, au retour au pouvoir des libéraux, il réintègre l'armée. Il est nommé attaché militaire à Paris, poste qu'il occupera pendant huit ans, jusqu'à quitter définitivement l'armée, avec le grade de colonel.
En 1936, à la mort de son père, il entre dans les organes de direction du Parti libéral. En 1937, il rejoint Nikolaos Plastiras, qui préside depuis la France le Comité contre la dictature de Metaxás, et cherche à éclairer l'opinion publique grecque autant qu'internationale.

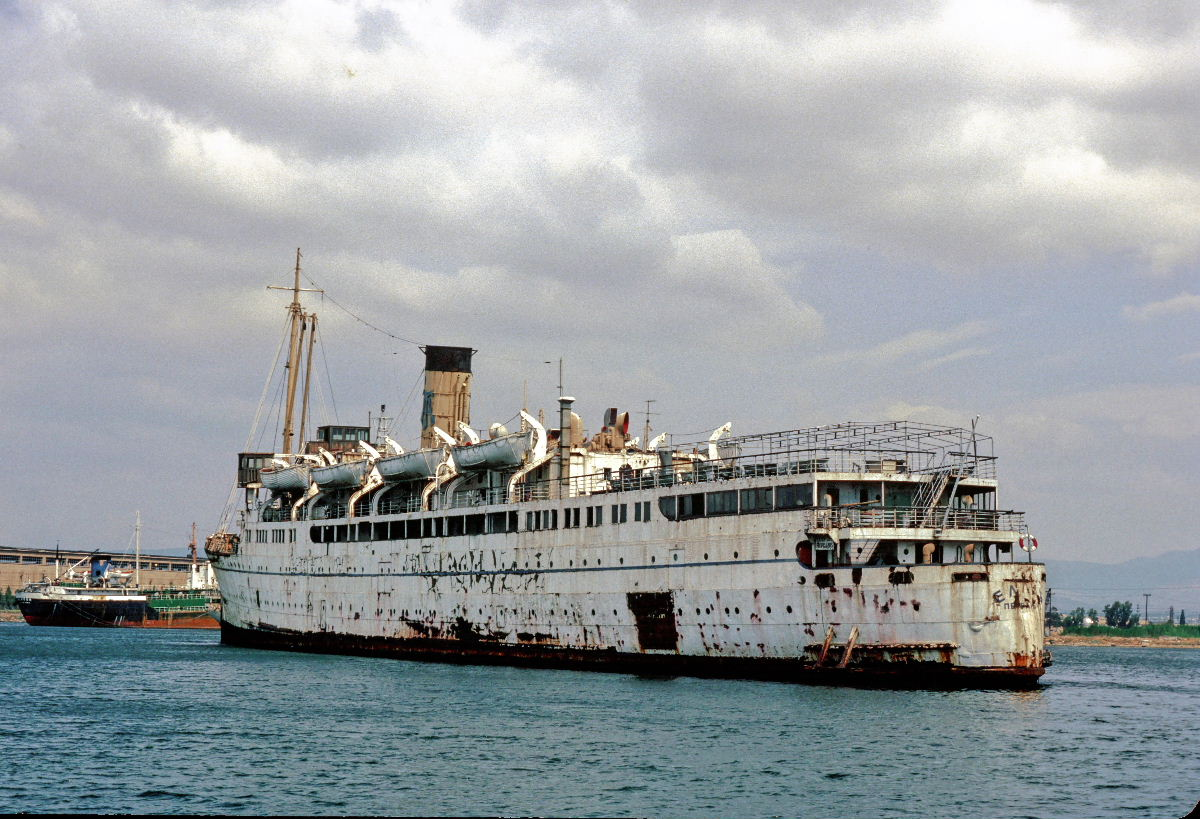
Le Hellas, vu en 1986.

En 1941, après l'occupation de la Grèce par les troupes allemandes, il devient ambassadeur aux États-Unis, représentant le gouvernement grec en exil d'Emmanouil Tsoudéros, basé au Caire. Il devient ministre de ce gouvernement en 1943. Il est brièvement Premier Ministre du 13 au 26 avril 1944, après les mutineries pro-communistes dans les forces armées grecques en Égypte qui ont poussé Tsoudéros à démissionner. La crise est finalement résolue par l'établissement d'un gouvernement d'union nationale dirigé par Georges Papandréou, dont il est vice-premier ministre, à la suite du compromis établi lors de la Conférence du Liban.

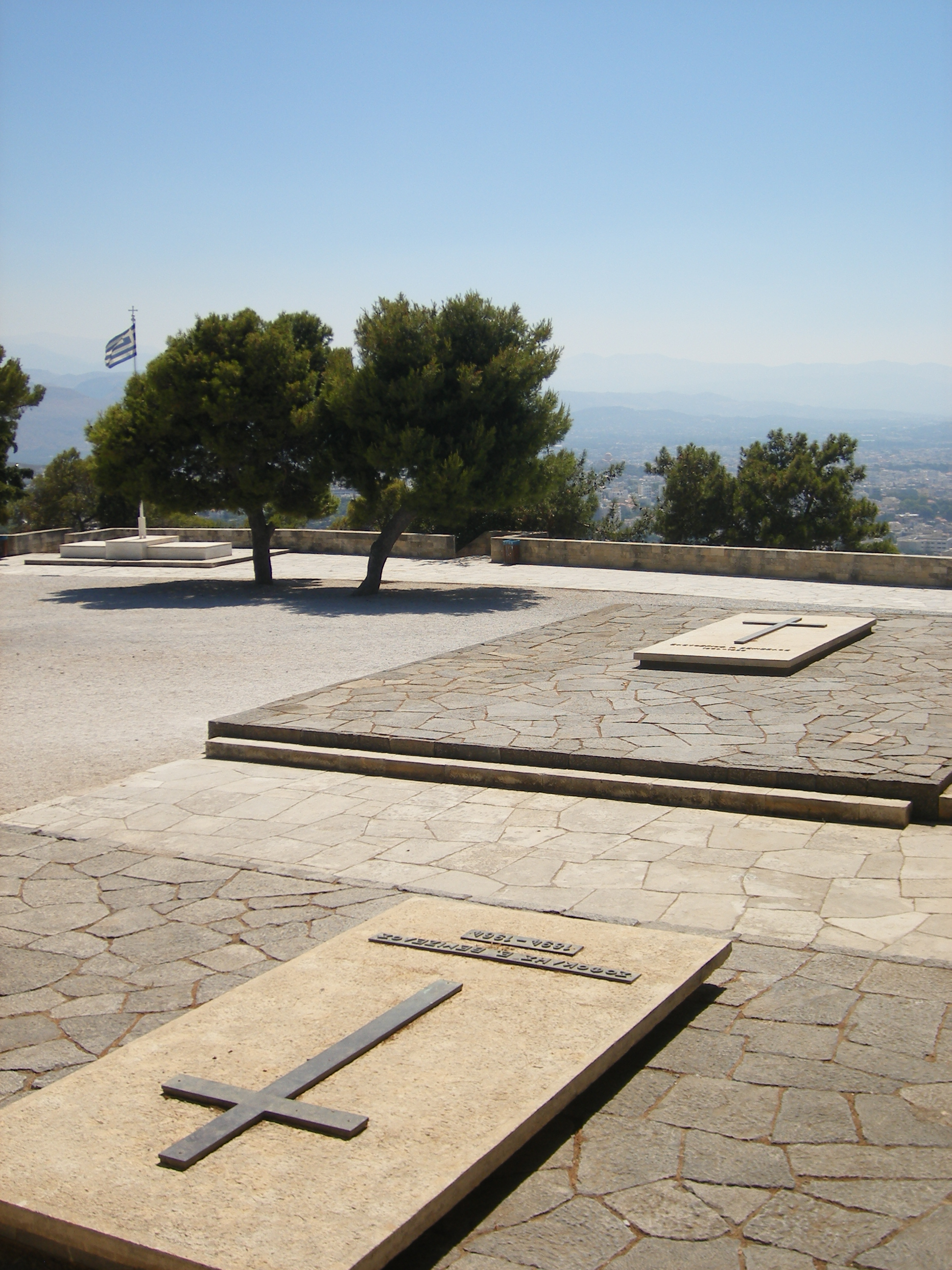
La tombe de Sophoklis Vénizélos, à côté de celle de son père Elefthérios, dominant la ville de La Canée.

À la fin de la guerre, il revient en Grèce et devient vice-président du Parti libéral (mené par Themistoklis Sophoulis) et Ministre du premier gouvernement d'après-guerre mené par Georges Papandréou. En 1948, il prend la direction du parti et il est ministre dans un certain nombre de gouvernements libéraux de courte durée menés par Papandréou et Nikolaos Plastiras. Il est également Premier Ministre de deux gouvernements en 1950 et 1951. Alors qu'il est ministre des Affaires étrangères, il négocie l'adhésion de la Grèce à l'OTAN (acceptée le 20 septembre 1951 et ratifiée par le Parlement hellénique le 18 février 1952) et la participation d'un contingent grec à la Guerre de Corée. Il fait également adopter la loi accordant le droit de vote aux femmes (loi 2159/1952).
En 1954, sa longue amitié avec Georges Papandréou est mise à l'épreuve. Ils appartenaient à des partis politiques rivaux. Les différends se sont effacés en 1958, et en 1961 il devient un membre fondateur de l'Union du centre de Papandréou, où il milite jusqu'à sa mort en 1964. Il meurt d'une crise cardiaque à bord du ferry Hellas (en) le 7 février 1964. Sa tombe se trouve à côté de celle de son père, à La Canée, en Crète.

## Bridge
Sophoklís a été un champion du jeu de bridge de stature internationale dans les années 1930. Pendant son exil en France, il est enrôlé par Pierre Albarran dans une équipe qui joue en 1933 contre Ely Culbertson et réussit à faire match nul après 102 donnes. L'équipe d'Albarran et Venizélos gagne également le championnat d'Europe de bridge en 1935.